# Arenaria aggregata
Arenaria aggregata là loài thực vật có hoa thuộc họ Cẩm chướng. Loài này được (L.) Loisel. mô tả khoa học đầu tiên năm 1827.